# بوويتش
بوفيتس (بالإنجليزية: Bovec)‏ هي مستوطنة تقع في سلوفينيا في Slovenian Littoral. يقدر عدد سكانها بـ 1,613 نسمة ومساحتها 25.22 كم2 وترتفع عن سطح البحر 453.5 متر.

## المدن التوأمة
مدينة Tarcento هي مدينة توأمة لـبوويتش.